# Tiere, die es einmal gab
Die Fernsehserie Tiere, die es einmal gab, ist die deutsche Bearbeitung der englischsprachigen Fernsehserie Lost Animals of the 20th Century, welche erstmals von 1995 bis 1996 auf Channel 4 ausgestrahlt wurde.

## Handlung
Diese Fernsehserie beschäftigt sich mit Tierarten, die seit dem Beginn des 20. Jahrhunderts ausgestorben sind oder ausgerottet wurden. Darunter sind auch viele ausgestorbene Säugetierarten, von denen noch Fotos, Filmaufnahmen oder Museumsexemplare existieren. Von manchen dieser Tiere kennt man jedoch nur schriftliche oder mündliche Berichte, z. B.: Riesenspanner von Hawaii, der Anden-Räuberkärpfling oder Raubkärpfling vom Titicacasee, die Karibische Mönchsrobbe, der Eskimobrachvogel u. a.

## Hintergrund
Der kanadische Schriftsteller David Day schuf mit seinem Buch The Doomsday of Animals (1981) die Grundlage für diese Serie. Einige der ausgestorbenen Wirbeltiere wurden für dieses Buch zum ersten Mal illustriert. David Day legte den Schwerpunkt seines Buches, in dem 300 Wirbeltierarten vorgestellt wurden, auf neuzeitlich ausgestorbene Arten. Es wurden nur Tiere vorgestellt, die seit 1680 ausgestorben waren oder ausgerottet wurden, wodurch er den Einfluss des Menschen auf die Artenvielfalt deutlich machen wollte.
Für alle Episoden der Fernsehserie Tiere, die es einmal gab, schrieb David Day auch die Drehbücher.  Dabei rückte er den Zeitraum, in dem die Lebewesen ausgestorben waren, weiter in die Gegenwart. Es werden nur Tiere gezeigt, die in jüngster geschichtlicher Vergangenheit, dem 20. Jahrhundert, aus dem Artenspektrum verschwunden sind. Es wurden auch einige wenige Tierarten aufgenommen, die nach langer Zeit, in der sie als ausgestorben galten, in Naturschutzgebieten oder den letzten Resten unberührter Natur wieder gesichtet wurden.

## Aufbau der Folgen
Die Serie ist aus ungefähr fünf Minuten dauernden Folgen zusammengesetzt, die von manchen Fernsehprogrammen zu einer rund halbstündigen Sendung zusammengestellt wurden. Diese Zusammenstellung erfolgte nach Gemeinsamkeiten der besprochenen Tierarten, z. B. dem Lebensraum oder der Ursache ihres Aussterbens.
Am Anfang jeder Einzelfolge tauchen Schattenumrisse von ausgestorbenen Tierarten auf, als Nächstes folgt der Filmtitel Tiere, die es einmal gab. Danach ist immer derselbe Einleitungssatz zu hören:

„Im 20. Jahrhundert verschwanden Hunderte von verschieden Arten von Tieren. Hier ist eine  Geschichte davon …“

 Als Nächstes sieht man, wie vergilbte, weiße Blätter mit Tierzeichnungen zu Boden fallen, danach wird eine schwarz-weiße Grafik der Tiere (Tintenzeichnung auf einem vergilbten Blatt) gezeigt. Außerdem wird der Name der Tierart und das Datum des Aussterbens groß mit weißer Schrift eingeblendet.
Da von den einzelnen Arten wenig Bildmaterial vorhanden ist, werden meist Fotomontagen, schwarz-weiße Skizzen, wenn vorhanden auch Originalfilmaufnahmen, Fotos, Aufzeichnungen von Naturforschern und Ausstellungsstücke der Tiere in Museen, gezeigt. Zudem werden die Entdecker meist mit Bild und dem Jahr der Erstbeschreibung vorgestellt. Das Aussehen und die Besonderheiten der Tierart werden erklärt und der ehemalige Lebensraum wird gezeigt, falls er noch existiert. Am Ende der Folge wird nochmals ein Exemplar in einer schwarz-weißen Grafik gezeigt, die in den Vordergrund rückt. Danach fällt das am Anfang erwähnte vergilbte Blatt Papier zu Boden, auf dem noch viele weitere liegen und vom Wind verweht werden.

Der Schlusssatz jeder Folge lautet: 

„… Tiere, die es einmal gab.“

## Produktion  und Ausstrahlung
Die Sendereihe Lost Animals wurde ursprünglich für den britischen Fernsehsender Channel 4 und die japanische Rundfunkgesellschaft NHK produziert. Für die Koproduktion verantwortlich waren Clark TV, London, und Walk Productions, Tokio.
Die Serie wurde in 20 Sprachen übersetzt und weltweit von verschiedenen Networks in vielen Staaten ausgestrahlt, darunter Deutschland, Schweiz, Italien, Spanien, Frankreich, Niederlande, Portugal, Griechenland, Island, Finnland, Norwegen, Schweden, Ungarn, Türkei, USA, Australien, Südkorea, China, Hong Kong, Taiwan, Singapur, Indien, Pakistan, Nigeria, Ägypten, Südafrika und Indonesien. In den USA wurde die Sendung vom Discovery Channel und später von Animal Planet übernommen.
Die Fernsehserie lief in Deutschland erstmals 1999 im SWR und der ARD und wurde danach mehrfach auf verschiedenen öffentlich-rechtlichen Regionalprogrammen wiederholt. Die letzte Ausstrahlung lief in Eins Festival.
Sprecherin im englischsprachigen Original der Fernsehserie ist die Schauspielerin Greta Scacchi. Sie machte den Anfang in einer Reihe von Dokumentarfilmen zum Thema Artenschutz, in denen prominente Filmschauspieler diesem Anliegen ihre Stimme liehen, darunter Harrison Ford, dem sein Einsatz mit der Benennung mehrerer neu entdeckter Tierarten mit seinem Namen gedankt wurde.

## Episoden (Auswahl)
- Der Berberlöwe
- Der Japanische Wolf
- Der Karolinasittich
- Der Prachtmoho von Hawaii
- Der Tiger von Bali
- Der Weiße Wolf von Neufundland
- Die Karibische Mönchsrobbe
- Das Dickhornschaf der Badlands
- Die Riesenschildkröte des Monsieur Marion